# Karolinenwehr
Das Karolinenwehr ist ein vierstufiges Überfallwehr des Lech nahe der Altstadt von Landsberg am Lech.
Rechts der spätestens 1364 errichteten Wehranlage wird der Mühlbach abgeleitet, der früher Mühlen antrieb und heute zur Stromerzeugung genutzt wird.
Das ursprünglich einstufige Wehr, ein Damm zur Regulierung des Hochwassers, wurde durch Hochwasser mehrmals teils schwer beschädigt, und wurde im 18., 19. und 20. Jahrhundert durch den Einbau weiterer Stufen erweitert. In den vergangenen Jahrzehnten wurde das Wehr mehrfach unter Beibehaltung der historischen Kaskadenform umgebaut, zuletzt in den Jahren 1993 bis 1996.
Für die Flößerei bestand eine Umfahrung, auf der Flöße gegen Gebühr über die Holzbohlenstrecke der „Langen Fahrt“ um das Wehr herumgeführt wurden. Nach dem Niedergang der Flößerei im 20. Jahrhundert wurde die „Lange Fahrt“ in den 1970er Jahren abgebrochen und wich dem Ausbau des Inselbades.

## Karolinenbrücke
Direkt oberhalb des Wehres befindet sich die Karolinenbrücke. Die Brücke hat einen Spannbetonbalken mit konstanter Bauhöhe über 5 Felder und bietet zwei Fahrspuren sowie Fußgängerwege über den Lech und stellt einen von drei wesentlichen Zugängen in die Landsberger Innenstadt dar. Auf der Westseite der Brücke steht eine Skulptur, die Vater Lech darstellt.